# Mittetulundusühing Football Club Viljandi
Il Mittetulundusühing Football Club Viljandi, conosciuto come MTÜ FC Viljandi o solamente FC Viljandi, era una società calcistica estone di Viljandi.

## Storia
Il club fece una prima apparizione nel 2000, in Esiliiga. Si classificò al terzo posto, dopodiché cedette il titolo sportivo all'Elva e sparì dai campionati nazionali.
Ricomparve un decennio più tardi, quando il Tulevik Viljandi, pur salvo sul campo al termine della Meistriliiga 2010, decise di ripartire dalla II Liga (allora terza serie) con giocatori locali, mentre il resto della squadra confluì nel nuovo FC Viljandi, che prese il posto lasciato vacante in massima serie.
Il club disputò per due anni la Meistriliiga, classificandosi 8º nel 2011 e 7° nel 2012. Al termine della stagione, in coincidenza con la promozione del Tulevik in Esiliiga, la squadra si sciolse.

## Cronistoria

### Partecipazione ai campionati
| Livello | Categoria    | Partecipazioni | Debutto | Ultima stagione | Totale |
| ------- | ------------ | -------------- | ------- | --------------- | ------ |
| 1º      | Meistriliiga | 2              | 2011    | 2012            | 2      |
| 2º      | Esiliiga     | 1              | 2000    | 2000            | 1      |